# Cinc Claus
Cinc Claus (del llatí, Centum Claves) és un llogarret del municipi de l'Escala (Alt Empordà) a cinc quilòmetres al nord-oest del nucli de l'Escala, i a 670 metres de la carretera GI-623, que uneix l'Escala amb l'AP-7 i la N-II. Hi ha cinc masos (en el sentit horari començant pel nord: Can Sant Feliu, Can Dalí, Can Jonqueres, Can Leda i Ca n'Arnall) centrats al voltant de l'ermita de Santa Reparada. Construït sobre un enclavament calcari té una elevació màxima de 5,4 msnm elevant-se lleugerament per sobre de la plana circumdant corresponent a l'antiga plana del Ter.

## Història
L'any 959 el comte Gausfred va reconéixer aquest lloc com una de les nombroses propietats que tenia Riculf. El castell de Cinc Claus es construí el segle XIV. El 1402 va aparèixer Sinch claus, juntament amb les Corts, com a llocs incorporats a la Corona pel rei Martí l'Humà.
Per la seva proximitat amb Empúries va patir nombrosos enfrontaments bèl·lics: la contesa militar entre el comte Hug V d'Empúries i el rei Jaume I (1274-1275), les incursions pirates (1483), l'atac de les tropes castellanes de Felip IV a la guerra de Secessió, quan el castell de Cinc Claus pertanyia al cap de les milícies catalanes Josep de Margarit i de Biure (1640) i les guerres carlines.
Els masos de Cinc Claus es van edificar reutilitzant materials de les restes de l'antic castell.